# مايكل كويستا
مايكل كويستا (بالإنجليزية: Michael Cuesta)‏ مواليد (8 يوليو 1963) مخرج تلفزيوني وسينمائي أمريكي. ابتدأ عمله بإخراج أول أفلامه في سنة 2001 ثم بعد ذلك عمل في إخراج عدد من الحلقات في بعض المسلسلات التلفزيونية من أمثال ستة أقدام تحت الأرض وديكستر وأرض الوطن.

## روابط خارجية
- مايكل كويستا على موقع IMDb (الإنجليزية)
- مايكل كويستا على موقع ألو سيني (الفرنسية)
- مايكل كويستا على موقع أول موفي (الإنجليزية)
- مايكل كويستا على موقع بوكس أوفيس موجو (الإنجليزية)
- مايكل كويستا على موقع قاعدة بيانات الأفلام السويدية (السويدية)
- مايكل كويستا على موقع قاعدة بيانات الفيلم (الإنجليزية)
- مايكل كويستا على موقع كينوبويسك (الروسية)